# Standing Ovation (チャゲ&飛鳥のアルバム)
『Standing Ovation』（スタンディング・オベーション）は、チャゲ&飛鳥（現：CHAGE and ASKA）のベスト・アルバム。1985年12月5日に発売された。発売元はキャニオン・レコード（現：ポニーキャニオン）。
1989年3月21日にGOLD CD、1993年12月17日にAPO-CD、2009年9月23日にSHM-CD、1990年7月21日、1999年12月16日、2001年8月22日にはCDとして再発売を行っている。

## 背景・リリース
同年10月にワーナー・パイオニア（現：ワーナーミュージック・ジャパン）からキャニオン・レコード（現：ポニーキャニオン）へ移籍後、最初に発売された作品がこのベスト・アルバムである。
1982年にカセットテープで『1979-1982 BEST』というベスト盤が発売されたが、LP盤（発売当時）でのベスト・アルバム発売はこの時が初めてであった。
チャゲ（現：Chage）がサングラスをかけてジャケットに収まっている最初のアルバムである。また、飛鳥（現：ASKA）もサングラスをかけている。
2009年9月23日には、紙ジャケット・シリーズの一環としてSHM-CD仕様でヤマハミュージックコミュニケーションズより再発売された。
本作は90年代後半まで編曲に携わることになる村上啓介が初めてチャゲ＆飛鳥の編曲に携わった作品である。（5曲目「ボヘミアン」）

## 収録曲
| #  | タイトル               | 作詞            | 作曲     | 編曲     | 時間 |
| -- | ---------------------- | --------------- | -------- | -------- | ---- |
| 1. | 「ひとり咲き」         | 飛鳥涼          | 飛鳥涼   | 瀬尾一三 | 5:23 |
| 2. | 「万里の河」           | 飛鳥涼          | 飛鳥涼   | 瀬尾一三 | 4:00 |
| 3. | 「男と女」             | 飛鳥涼          | 飛鳥涼   | 瀬尾一三 | 4:24 |
| 4. | 「終章（エピローグ）」 | CHAGE、田北憲次 | CHAGE    | 瀬尾一三 | 5:34 |
| 5. | 「ボヘミアン」         | 飛鳥涼          | 井上大輔 | 村上啓介 | 3:03 |

| #         | タイトル                      | 作詞      | 作曲      | 編曲             | 時間  |
| --------- | ----------------------------- | --------- | --------- | ---------------- | ----- |
| 6.        | 「マリア (Back To The City)」 | 松本一起  | CHAGE     | 平野孝幸         | 4:09  |
| 7.        | 「誘惑のベルが鳴る」          | 松井五郎  | CHAGE     | 瀬尾一三         | 4:00  |
| 8.        | 「涙・BOY」                   | 松井五郎  | CHAGE     | 平野孝幸         | 4:39  |
| 9.        | 「MOON LIGHT BLUES」          | 飛鳥涼    | 飛鳥涼    | 瀬尾一三         | 4:50  |
| 10.       | 「TWILIGHT ZONE」             | 飛鳥涼    | 飛鳥涼    | 飛鳥涼、瀬尾一三 | 6:01  |
| 合計時間: | 合計時間:                     | 合計時間: | 合計時間: | 合計時間:        | 46:03 |

## 楽曲解説
1. ひとり咲き
1stシングル。表記はないが、本作に収録されているのは、1stアルバム『風舞』からのアルバム・ヴァージョン。エンディングで微かに風のSEが聞こえる。
2. 万里の河
3rdシングル。表記はないが、本作に収録されているのは、2ndアルバム『熱風』からのアルバム・ヴァージョン。
3. 男と女
5thシングル。
4. 終章（エピローグ）
1stアルバム『風舞』収録曲。
5. ボヘミアン
1982年に大友裕子へ提供した楽曲のセルフカバー。葛城ユキによる歌唱が有名であるが、葛城がシングルとして発売したのは大友が発売した翌年の1983年であり、葛城バージョンはカバーである。1983年のツアーからコンサートで演奏するようになった[1]。
スタジオ・レコーディングされたチャゲ&飛鳥バージョンの｢ボヘミアン｣は、本作のみに収録。
6. マリア (Back To The City)
11thシングル｢標的（ターゲット）｣B面収録曲。表記はないが、本作に収録されているのは、6thアルバム『Z=One』からのアルバム・ヴァージョン。
7. 誘惑のベルが鳴る
12thシングル。
8. 涙・BOY
5thアルバム『INSIDE』収録曲。
9. MOON LIGHT BLUES
10thシングル。
10. TWILIGHT ZONE
6thアルバム『Z=One』収録曲。アルバムに収録されているものより、曲のフェードアウトが9秒ほど早くなっている。